# 大村政男
大村 政男（おおむら まさお、1925年10月4日 -2015年10月31日）は、日本の心理学者。文学博士（日本大学・論文博士・1982年）。日本大学名誉教授。2006年瑞宝中綬章受章。

## 略歴
東京府出身。日本大学第二高等学校、日本大学法文学部心理学科卒業、同大学院修士課程修了。1982年「顕現性不安の構造に関する研究」で日本大学より文学博士の学位を取得。少年鑑別所にて鑑別技官を務めた後、日本大学文理学部教授、1996年定年、名誉教授。2006年瑞宝中綬章を叙勲。1995年 日本応用心理学会名誉会員、2000年 日本心理学会名誉会員。
血液型と性格の関係に懐疑的な立場で一連の論文や著作を発表した。

## 著書
- 『異常性の世界 人間関係の精神病理』帝国地方行政学会　1972　組織と人間シリーズ
- 『経営心理統計の基礎』白桃書房　1972　現代経営心理学講座
- 『血液型と性格』福村出版　1990
- 『ズバリ診断! EQテスト 「こころの知能指数」が見えてくる』現代書林　1997
- 『図解雑学 心理学』ナツメ社　1999

## 共編著
- 『知能の開発と知能検査』長谷川貢,花沢成一共著　田研出版　1969
- 『心理技術事典』伊藤祐時,松村康平共編　朝倉書店　1977
- 『新教育心理学』関忠文共編著　福村出版　1982
- 『心理検査の理論と実際』花沢成一,佐藤誠共著　駿河台出版社　1985
- 『応用心理学講座 10　現代の心理臨床』本明寛共編 福村出版　1989

## 翻訳
- デーヴィッド・S.ダスティン『心理学研究法入門 不安研究を実例として』共訳　東京教学社　1976

## 論文
- 「S.C.N. 適応性質問紙の研究」 『日本大学文学部研究年報』 第1輯 1951
- 「保安大学校生の Emotionality (Nervousnes) について」 保安衛生学会 『保安衛生』 第1巻 2号 1954
- "Taylor's anxiety scale in Japan", Psychologia, Vol. 1, No. 2, 1957
- 大村政男, 「子供の賞罰と性格形成」 『児童心理』 第28巻 4号 1974年 p.30-37, NAID 40001584433
- 大村政男「顕現性不安尺度(MAS)に関する研究-MASの信頼性について」『日本大学人文科学研究所研究紀要』第21号、日本大学人文科学研究所、1978年、142-150頁、ISSN 02866447、NAID 40002978242。
- 「パーソナリティとパーソナリティ・テスト」 佐藤毅ほか編 『現代の社会心理』 誠信書房 1979
- 「顕現性不安尺度 (MSA) に関する研究　- MAS の因子分析的研究」 『日本大学人文科学研究所研究紀要』 25 1985
- 大村政男「新しい顕現性不安尺度についての研究」『日本大学人文科学研究所研究紀要』第31号、日本大学人文科学研究所、1985年、p152-173、ISSN 02866447、NAID 40002978492。
- 「血液型気質説の回顧と展望」 『日本大学心理学研究』 第7号 1986
- 「血液型と性格」 『パッケージ性格の心理 5. 性格の理解と把握』 ブレーン出版 1986
- 「特性不安尺度としての顕現性不安尺度 (MAS) の6因子に関する研究」 『日本大学心理学研究』 第8号 1987
- 大村政男「「血液型気質相関説」と「血液型人間学」の心理学的研究--古川竹二教授生誕100年を記念する」『日本大学人文科学研究所研究紀要』第42号、日本大学人文科学研究所、1991年、p71-92、ISSN 02866447、NAID 40002978668。
- 大村政男「能見正比古の月刊『アボ・メイト("abo mate")』と「ABOの会」」『日本大学人文科学研究所研究紀要』第74号、日本大学人文科学研究所、2007年、p179-193、ISSN 02866447。